# Requisitenverschiebung
Von Requisitenverschiebung spricht man in der Erzählforschung, wenn in einem strukturell gleichen Text (Märchen, Sage, Legende) regional oder zeitlich bedingt verschiedene Requisiten oder Teilnehmer auftreten. So kann in einem europäischen Märchen der Wolf die Rolle des bösen und gefährliches Tieres einnehmen; dessen Rolle nimmt in einem indischen Märchen dann der Tiger, in einem afrikanischen der Löwe ein. Ähnliches findet man für Musikinstrumente, Waffen, Transport- und Zahlungsmittel, Nahrung.